# 菲尔特县
菲尔特县（Landkreis Fürth）是德国巴伐利亚州的一个县，隶属于中弗兰肯行政区，首府齐恩多夫。

## 華語譯名
由於兩岸對於德國行政區「Landkreis」翻譯的不同，台灣譯為「福爾特郡」；中國大陸譯為「菲尔特縣」。